# Уоллис, Велма
Ве́лма Уо́ллис (англ. Velma Wallis; род. 1960, Форт-Юкон, Аляска) — индианка из группы народов «Атабаски, американская писательница, автор бестселлера Две старые женщины». Её произведения переведены на 17 языков мира.

## Биография
Велма Уоллис родилась и выросла в уединённом посёлке недалеко от города Форт-Юкон в большой индейской семье — у неё было двенадцать братьев и сестёр. Девочке было тринадцать лет, когда её отец умер. Она была вынуждена оставить школу — пришлось помогать матери по хозяйству. Когда младшие братья и сёстры подросли, то Велма восполнила пробелы в образовании, окончила среднюю школу и получила аттестат.
Приблизительно в двенадцати милях от посёлка, в котором выросла Велма, её отец построил маленькую хижину в дикой местности. Там он охотился на пушных зверей и ставил капканы. Позднее Велма оставила дом и семью, и перебралась в отцовскую охотничью хижину, в которой и прожила почти 12 лет. Она занималась рыбалкой, охотой и ловила дичь при помощи капканов. Кормилась она тем, что удавалось добыть. Как-то на летний период к ней присоединилась её мать, которая помогла Велме освоить традиционные для народа атабасков навыки, необходимые для выживания.
Рассказанная матерью легенда о двух старых индианках, брошенных своим племенем, но сумевших выжить, впоследствии послужила Велме Уоллис основой для её первого романа, при создании которого писательница использовала и свой жизненный опыт выживания в условиях дикой природы.
Роман «Две старые женщины» был издан, в общей сложности, тиражом 1,5 млн экземпляров, переведён на 17 языков и принёс Велме Уоллис известность.
В настоящее время Велма Уоллис живёт с тремя дочерьми в Форт-Юконе на Аляске.
Она обладатель нескольких книжных премий.

## Основные работы

### Романы
- Две старые женщины — Two Old Women. An Alaska Legend of Betrayal, Courage and Survival (1993)
- Девушка-птица и человек, который следовал за солнцем — Bird Girl and the Man Who Followed the Sun. An Athabaskan Indian Legend from Alaska (1996)
- Raising Ourselves: A Gwich’in Coming of Age Story from the Yukon River (2002)